# Tlačítko (GUI)

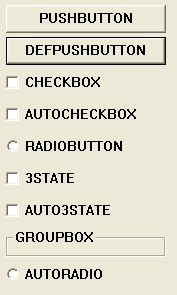
Základní typy tlačítek na Windows XP

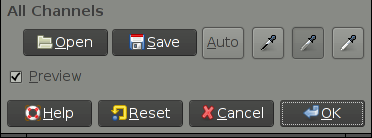
Různé typy tlačítek v programu GIMP založené na knihovně GTK+

Tlačítko nebo také stisknutelné tlačítko (od anglického push button) je v grafickém uživatelském rozhraní pravděpodobně jeden z nejpoužívanějších ovládacích prvků, který dovoluje uživateli v aplikaci spustit nějakou určitou událost.

## Popis
Klasické tlačítko má obdélníkový tvar s popiskem uprostřed a běžně se na něj kliká jedenkrát levým tlačítkem myši. Tlačítko také může mít ikonou vedle popisku či místo něj (neplést s panelem nástrojů). Ikona či popisek se mohou při kliku či při najetí kurzorem změnit. Dále je při kliku na tlačítko obvykle vidět „prokliknutí“ tedy zdánlivý malý pohyb tlačítka.

## Další typy tlačítek
Dalšími typy tlačítek, jsou zaškrtávací pole (check box), přepínač (radio button) a skupinový rám (group box) a jejich některé samoobslužné ovládací prvky. Do skupiny tlačítek ještě patří přepínací tlačítko (toggle button) (to však na obrázku vpravo chybí).

## Tlačítka na Windows
Další typickou vlastností některých tlačítek na operačním systému Windows je, že při vybrání (tzv. získání fokusu) je na jejich obvodě obdélník sestávající z přerušované tečkované čáry.
Voláme-li při programování nějakou funkci, která vytvoří tlačítko (či použijeme tzv. komponentu) operační systém Windows stejně interně zavolá vlastní Windows API funkci CreateWindow() nebo CreateWindowEx().

### Ukázka funkce CreateWindowEx
```
HWND
 
hTlacitko
 
=
 
CreateWindowEx
(
0
,

    
TEXT
(
"BUTTON"
),

    
TEXT
(
"Popisek"
),

    
WS_CHILD
 
|
 
WS_VISIBLE
 
|
 
BS_PUSHBUTTON
,
	
//BS_PUSHBUTTON=default

    
210
,
 
400
,
 
170
,
 
20
,
	
//left, top, width, height

    
hOkno
,

    
(
HMENU
)
idTlacitka
,

    
g_hInstance
,

    
NULL
);

```

Poznámka: CreateWindow i CreateWindowEx nejsou ve skutečnosti funkce, ale makra, které volají CreateWindowA nebo CreateWindowW v závislosti na použití Unicode v aplikaci.